# Семья де Вогюэ
Семья де Вогюэ (фр. famille de Vogüé) — старинный французский род, происходящий из региона Виварес (в районе современного департамента Ардеш). Документально подтверждённое существование с 1084 года; рыцарство с 1256 года, баронство с 1731 года.
Девиз семьи: Sola vel voce leones terreo (Я одним лишь криком своим устрашаю львов).
Бертран де Вогюэ упоминается в 1084 году — вместе со своей женой и сыновьями Жаном и Рэймондом он помог с постройкой монастыря святого Мартина.
Рэймонд де Вогюэ принимал участие в Третьем крестовом походе (1189—1192).
Семье де Вогюэ принадлежит усадьба-дворец Во-ле-Виконт.